# Lionel Gendron
Lionel Gendron PSS (ur. 12 czerwca 1944 w Saint-Quintin) – kanadyjski duchowny katolicki, biskup Saint-Jean-Longueuil w latach 2010–2019.

## Życiorys
Święcenia kapłańskie otrzymał 31 maja 1969 i inkardynowany został do archidiecezji Montrealu. Po święceniach pracował przez rok jako wikariusz montrealskiej parafii św. Marka. W roku 1970 złożył profesję w zgromadzeniu Sulpicjan. Po wstąpieniu do zakonu wyjechał do Kolumbii i wykładał teologię w seminarium w Manizales. W latach 1972–1975 odbywał studia doktoranckie w Rzymie, po czym powrócił do Kolumbii i objął funkcję wykładowcy seminarium w Bogocie. Od 1977 ponownie pracował w Kanadzie jako wykładowca seminariów w Montrealu i Edmonton. W 1994 został wybrany przełożonym kanadyjskiej prowincji sulpicjan.
11 lutego 2006 otrzymał nominację na biskupa pomocniczego Montréalu ze stolicą tytularną Tagase. Sakry biskupiej udzielił mu 25 marca 2006 kard. Jean-Claude Turcotte.
28 października 2010 papież Benedykt XVI mianował go ordynariuszem Saint-Jean-Longueuil w metropolii Montreal.
15 września 2015 został wybrany wiceprzewodniczącym Konferencji Episkopatu Kanady, zaś dwa lata później został jej przewodniczącym.
5 listopada 2019 przeszedł na emeryturę.